# Volta ao Algarve 2023
49. ročník etapového cyklistického závodu Volta ao Algarve se konal mezi 15. a 19. únorem 2023 v portugalském regionu Algarve. Celkovým vítězem se stal Kolumbijec Daniel Felipe Martínez z týmu Ineos Grenadiers. Na druhém a třetím místě se umístili Ital Filippo Ganna (Ineos Grenadiers) a Belgičan Ilan Van Wilder (Soudal–Quick-Step). Závod byl součástí UCI ProSeries 2023 na úrovni 2.Pro.

## Týmy
Závodu se zúčastnilo 12 z 18 UCI WorldTeamů, 4 UCI ProTeamy a 9 UCI Continental týmů. Všechny týmy nastoupily na start se sedmi závodníky kromě týmů UAE Team Emirates a Team Jumbo–Visma s šesti jezdci, závod tak odstartovalo 173 jezdců. Do cíle v Lagoi dojelo 135 z nich.
UCI WorldTeamy
- Alpecin–Deceuninck
- Arkéa–Samsic
- Bora–Hansgrohe
- EF Education–EasyPost
- Groupama–FDJ
- Ineos Grenadiers
- Intermarché–Circus–Wanty
- Soudal–Quick-Step
- Team DSM
- Team Jumbo–Visma
- Trek–Segafredo
- UAE Team Emirates

UCI ProTeamy
- Caja Rural–Seguros RGA
- Human Powered Health
- Tudor Pro Cycling Team
- Uno-X Pro Cycling Team

UCI Continental týmy
- ABTF Betão–Feirense
- APHotels and Resorts–Tavira
- Aviludo–Louletano–Loulé Concelho
- Credibom–LA Aluminios–Marcos Car
- Efapel Cycling
- Glassdrive–Q8–Anicolor
- Kelly–Simoldes–UDO
- Rádio Popular–Paredes–Boavista
- Tafver–Ovos Matinados–Mortágua

## Trasa a etapy
| Etapa         | Datum         | Trasa                      | Vzdálenost | Typ      | Typ                  | Vítěz                    |
| ------------- | ------------- | -------------------------- | ---------- | -------- | -------------------- | ------------------------ |
| 1             | 15. února     | Portimão – Lagos           | 200,2 km   |          | Rovinatá etapa       | Alexander Kristoff (NOR) |
| 2             | 16. února     | Sagres – Alto da Fóia      | 186,3 km   |          | Horská etapa         | Magnus Cort (DEN)        |
| 3             | 17. února     | Faro – Tavira              | 203,1 km   |          | Rovinatá etapa       | Magnus Cort (DEN)        |
| 4             | 18. února     | Albufeira – Alto do Malhão | 177,9 km   |          | Zvlněná etapa        | Tom Pidcock (GBR)        |
| 5             | 19. února     | Lagoa – Lagoa              | 24 km      |          | Individuální časovka | Stefan Küng (SUI)        |
| Celková délka | Celková délka | Celková délka              | 754,7 km   | 754,7 km | 754,7 km             | 754,7 km                 |

## Průběžné pořadí
| Etapa          | Vítěz              | Celkové pořadí     | Bodovací soutěž    | Vrchařská soutěž | Soutěž mladých jezdců | Soutěž týmů           |
| -------------- | ------------------ | ------------------ | ------------------ | ---------------- | --------------------- | --------------------- |
| 1              | Alexander Kristoff | Alexander Kristoff | Alexander Kristoff | António Ferreira | Pavel Bittner         | Trek–Segafredo        |
| 2              | Magnus Cort        | Magnus Cort        | Alexander Kristoff | António Ferreira | Frederik Wandahl      | EF Education–EasyPost |
| 3              | Magnus Cort        | Magnus Cort        | Magnus Cort        | António Ferreira | Frederik Wandahl      | EF Education–EasyPost |
| 4              | Tom Pidcock        | Tom Pidcock        | Magnus Cort        | Kasper Asgreen   | Oscar Onley           | Ineos Grenadiers      |
| 5              | Stefan Küng        | Daniel Martínez    | Magnus Cort        | Kasper Asgreen   | Oscar Onley           | Ineos Grenadiers      |
| Konečné pořadí | Konečné pořadí     | Daniel Martínez    | Magnus Cort        | Kasper Asgreen   | Oscar Onley           | Ineos Grenadiers      |

- V 2. etapě nosil Jordi Meeus, jenž byl druhý v bodovací soutěži, zelený dres, protože lídr této klasifikace Alexander Kristoff nosil žlutý dres vedoucího závodníka celkového pořadí.
- Ve 4. etapě nosil Jordi Meeus, jenž byl druhý v bodovací soutěži, zelený dres, protože lídr této klasifikace Magnus Cort nosil žlutý dres vedoucího závodníka celkového pořadí.

## Konečné pořadí
| Legenda | Legenda                         | Legenda | Legenda                               |
| ------- | ------------------------------- | ------- | ------------------------------------- |
|         | Označuje lídra celkového pořadí |         | Označuje lídra vrchařské soutěže      |
|         | Označuje lídra bodovací soutěže |         | Označuje lídra soutěže mladých jezdců |

### Celkové pořadí
| Pořadí | Jezdec                       | Tým                      | Čas         |
| ------ | ---------------------------- | ------------------------ | ----------- |
| 1      | Daniel Felipe Martínez (COL) | Ineos Grenadiers         | 20h 00' 26" |
| 2      | Filippo Ganna (ITA)          | Ineos Grenadiers         | + 2"        |
| 3      | Ilan Van Wilder (BEL)        | Soudal–Quick-Step        | + 15"       |
| 4      | Tobias Foss (NOR)            | Team Jumbo–Visma         | + 22"       |
| 5      | Stefan Küng (SUI)            | Groupama–FDJ             | + 26"       |
| 6      | João Almeida (POR)           | UAE Team Emirates        | + 40"       |
| 7      | Tom Pidcock (GBR)            | Ineos Grenadiers         | + 48"       |
| 8      | Bauke Mollema (NED)          | Trek–Segafredo           | + 49"       |
| 9      | Magnus Cort (DEN)            | EF Education–EasyPost    | + 55"       |
| 10     | Rui Costa (POR)              | Intermarché–Circus–Wanty | + 1' 06"    |

### Bodovací soutěž
| Pořadí | Jezdec                   | Tým                      | Body |
| ------ | ------------------------ | ------------------------ | ---- |
| 1      | Magnus Cort (DEN)        | EF Education–EasyPost    | 46   |
| 2      | Jordi Meeus (BEL)        | Bora–Hansgrohe           | 36   |
| 3      | Alexander Kristoff (NOR) | Uno-X Pro Cycling Team   | 25   |
| 4      | Ilan Van Wilder (BEL)    | Soudal–Quick-Step        | 22   |
| 5      | Filippo Ganna (ITA)      | Ineos Grenadiers         | 21   |
| 6      | Paul Penhoët (FRA)       | Groupama–FDJ             | 21   |
| 7      | Rui Costa (POR)          | Intermarché–Circus–Wanty | 20   |
| 8      | Tom Pidcock (GBR)        | Ineos Grenadiers         | 14   |
| 9      | Fabio Jakobsen (NED)     | Soudal–Quick-Step        | 13   |
| 10     | João Almeida (POR)       | UAE Team Emirates        | 12   |

### Vrchařská soutěž
| Pořadí | Jezdec                 | Tým                         | Body |
| ------ | ---------------------- | --------------------------- | ---- |
| 1      | Kasper Asgreen (DEN)   | Soudal–Quick-Step           | 18   |
| 2      | Ilan Van Wilder (BEL)  | Soudal–Quick-Step           | 13   |
| 3      | António Ferreira (POR) | Kelly–Simoldes–UDO          | 12   |
| 4      | Rafael Lourenço (POR)  | APHotels and Resorts–Tavira | 11   |
| 5      | Magnus Cort (DEN)      | EF Education–EasyPost       | 10   |
| 6      | Tom Pidcock (GBR)      | Ineos Grenadiers            | 6    |
| 7      | Kobe Goossens (BEL)    | Intermarché–Circus–Wanty    | 6    |
| 8      | Rui Costa (POR)        | Intermarché–Circus–Wanty    | 6    |
| 9      | Mathias Vacek (CZE)    | Trek–Segafredo              | 6    |
| 10     | João Almeida (POR)     | UAE Team Emirates           | 4    |

### Soutěž mladých jezdců
| Pořadí | Jezdec                          | Tým                      | Čas         |
| ------ | ------------------------------- | ------------------------ | ----------- |
| 1      | Oscar Onley (GBR)               | Team DSM                 | 20h 01' 50" |
| 2      | Frederik Wandahl (DEN)          | Bora–Hansgrohe           | + 1' 17"    |
| 3      | Finn Fisher-Black (NZL)         | UAE Team Emirates        | + 1' 44"    |
| 4      | Mathias Vacek (CZE)             | Trek–Segafredo           | + 23' 50"   |
| 5      | Paul Penhoët (FRA)              | Groupama–FDJ             | + 28' 54"   |
| 6      | Lewis Askey (GBR)               | Groupama–FDJ             | + 32' 07"   |
| 7      | Pavel Bittner (CZE)             | Team DSM                 | + 35' 00"   |
| 8      | Madis Mihkels (EST)             | Intermarché–Circus–Wanty | + 36' 29"   |
| 9      | Roel van Sintmaartensdijk (NED) | Intermarché–Circus–Wanty | + 40' 53"   |
| 10     | Pedro Silva (POR)               | Glassdrive–Q8–Anicolor   | + 45' 22"   |

### Soutěž týmů
| Pořadí | Tým                      | Čas         |
| ------ | ------------------------ | ----------- |
| 1      | Ineos Grenadiers         | 60h 01' 31" |
| 2      | Bora–Hansgrohe           | + 4' 25"    |
| 3      | Intermarché–Circus–Wanty | + 8' 54"    |
| 4      | EF Education–EasyPost    | + 9' 24"    |
| 5      | Trek–Segafredo           | + 12' 49"   |
| 6      | Arkéa–Samsic             | + 12' 50"   |
| 7      | Soudal–Quick-Step        | + 17' 01"   |
| 8      | Alpecin–Deceuninck       | + 18' 29"   |
| 9      | Groupama–FDJ             | + 21' 40"   |
| 10     | UAE Team Emirates        | + 25' 06"   |